# Бисау (регион)
Бисау (на португалски: Bissau) е регион в Централна Гвинея-Бисау, със статут на автономен сектор. Площта му е 729 км2, а населението – 387 909 души (по преброяване през март 2009 г.). Има излаз на Атлантическия океан. Столицата на региона е Бисау, който е столица и на цяла Гвинея-Бисау.